# Substance (альбом Joy Division)
Substance (с англ. — «Сущность») — альбом британской рок-группы Joy Division, вышедший в 1988 году.

## Об альбоме
На «Substance» собраны все песни Joy Division, вышедшие в 1978—80 гг. на синглах, мини-альбоме и т. п. за исключением студийных альбомов. В британском хит-параде альбом занял 7-е место. Название альбома перекликается с названием аналогичного сборника синглов Substance (1987) группы New Order, образованной из участников Joy Division.

## Обложка
Обложка альбома оформлена дизайнерской фирмой Питера Сэвилла. Во внутреннем развороте помещена фотография Тревора Кея, изображающая инсталляцию «Пик энергии» Яна ван Мюнстера.

## Список композиций
1. «Warsaw» — 2:25
2. «Leaders Of Men» — 2:35
3. «Digital» — 2:50
4. «Autosuggestion» — 6:08
5. «Transmission» — 3:36
6. «She's Lost Control» — 4:45
7. «Incubation» — 2:52
8. «Dead Souls» — 4:56
9. «Atmosphere» — 4:10
10. «Love Will Tear Us Apart» — 3:25
- Appendix:

11. «No Love Lost» — 3:43
12. «Failures» — 3:44
13. «Glass» — 3:53
14. «From Safety To Where…?» — 2:27
15. «Novelty» — 4:00
16. «Komakino» — 3:52
17. «These Days» — 3:24
- На виниловой версии альбома помещены только 10 первых композиций.

## Альбомные синглы
- «Atmosphere / The Only Mistake» (июнь 1988)